# (9267) Lokrume
(9267) Lokrume (1978 RL10) – planetoida z pasa głównego asteroid okrążająca Słońce w ciągu 5,01 lat w średniej odległości 2,93 j.a. Odkryta 2 września 1978 roku. Planetoida została nazwana na cześć krainy z powieści Bracia Lwie Serce, do której trafili między innymi Tengil i Jossi.